# Bruce Barth

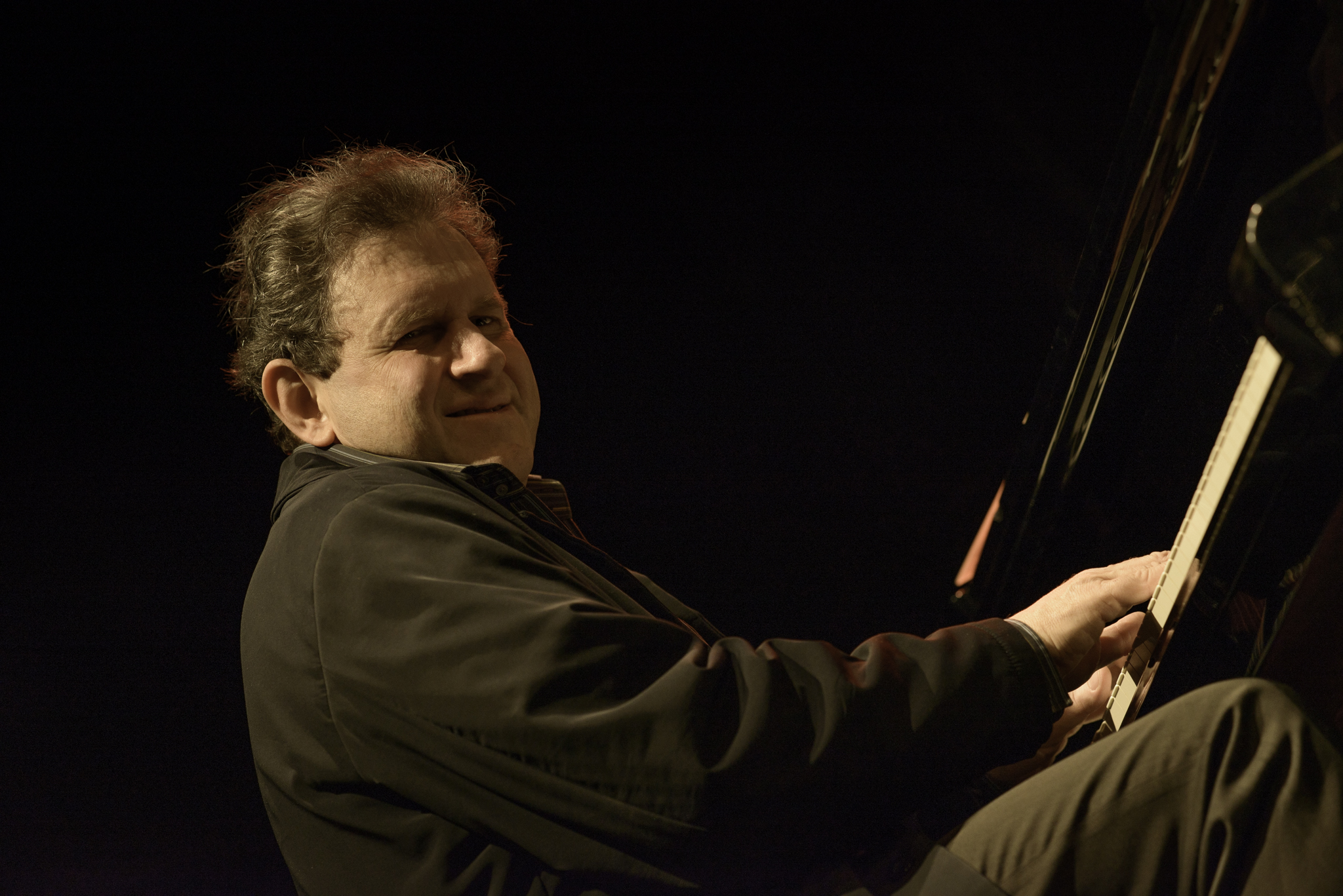
Bruce Barth (2014)

Bruce Barth (* 7. September 1958 in Pasadena, Kalifornien) ist ein US-amerikanischer Jazz-Pianist und Keyboarder.

## Leben und Wirken
Bruce Barth zog 1988 nach Brooklyn, ging mit Nat Adderley auf eine Japan-Tournee und wurde Mitte der 1980er Jahre bekannt durch seine Mitwirkung bei Aufnahmen u. a. bei Orange Then Blue und Vincent Herring. Er spielte in den 1990er Jahren in den Bands von Terence Blanchard, LaVerne Butler, Steve Davis, Ingrid Jensen, Randy Johnston, Sam Newsome, Dick Oatts, Perico Sambeat, Dave Stryker, Jerry Weldon und Steve Wilson. Anfang der 1990er Jahre entstanden seine beiden ersten Alben In Focus und Morning Call für das Label Enja; 1997 nahm er mit dem Bassisten Ed Howard und Billy Drummond das Trioalbum Don't Blame Me für das Label Double Time auf; 1999 folgte auf Fresh Sound Where Eagles Fly mit Perico Sambeat.
Im März 2000 spielte Barth das Soloalbum American Landscape; Ende 2000 nahm er in erweiterter Besetzung mit Terell Stafford und Steve Wilson East and West auf. 2002 trat er im Trio mit dem Bassisten Ugonna Okegwo und dem Schlagzeuger Al Foster im New Yorker Village Vangard auf. 2006 erschien die DVD Live at Café del Theatre mit Doug Weiss (Bass) und Montez Coleman (Schlagzeug), mit Eigenkompositionen und Interpretationen von Monk, Mingus und Lennon/McCartney Titeln. 2019 spielte er in den Bands von Adam Kolker, Dave Baron, Nick Hempton, Luke Sellick und Claire Daly.
Barth unterrichtete am Berklee College of Music, an der Temple University in Philadelphia und am Queens College. Daneben ist Barth als Produzent tätig, u. a. von Alben von René Marie, Terell Stafford (Between Two Worlds, 2023), Carla Cook und Laurent Coq.

## Diskographische Hinweise
- Don't Blame Me (Double Time, 1997)
- Somehow It's True (Double Time, 2000, mit Terell Stafford, Billy Hart)
- At the Village Vanguard (Max Jazz, 2002)
- East and West (Max Jazz, 2000)
- Live at Smalls (2011)
- Daybreak (2014, mit Terell Stafford, Steve Nelson, Vicente Archer, Montez Coleman)